# Tapmoktjärnen (Jokkmokks socken, Lappland)
Tapmoktjärnen är en sjö i Jokkmokks kommun i Lappland och ingår i Luleälvens huvudavrinningsområde.